# Al-Minya (guvernement)
al-Minya (arabiska: محافظة المنيا, Muhafazat al-Minya) är ett guvernement (muḥāfaẓah) i Övre Egypten i centrala Egypten. Det är beläget på den västra sidan av Nilen. Huvudort är al-Minya. Guvernementet har cirka 6,15 miljoner invånare (2022), på en yta av 32 279 km².
Staden Oxyrhynchus där fornfyndet Oxyrhynchus papyri upptäcktes 1896 ligger cirka 30 kilometer norr om huvudorten al-Minya.

## Förvaltning
Huvudort är al-Minya. Guvernementet är ytterligare indelat i 10 markas (områden), 4 kism (distrikt) och 1 stad.
Andra större städer är Mallawi och Samalut.